# Хуссейн Абдулгані
Хуссейн Омар Абдулгані Сулаймані (араб. حسين عمر عبد الغني سليماني, нар. 21 січня 1977, Джидда, Саудівська Аравія) — саудівський футболіст. Виступав за національну збірну Саудівської Аравії.

## Клубна кар'єра
У дорослому футболі дебютував 1995 року виступами за команду клубу «Аль-Аглі», в якій провів тринадцять сезонів.
Протягом 2008—2009 років захищав кольори команди клубу «Ксамакс».
Своєю грою за останню команду привернув увагу представників тренерського штабу клубу «Аль-Наср» (Ер-Ріяд), до складу якого приєднався 2009 року. Відіграв за саудівську команду наступні вісім сезонів своєї ігрової кар'єри.
У 2017-2018 роках виступав за болгарський клуб «Верея».

## Виступи за збірну
1996 року дебютував в офіційних матчах у складі національної збірної Саудівської Аравії.
У складі збірної був учасником кубка Азії з футболу 1996 року в ОАЕ, здобувши того року титул переможця турніру, розіграшу Кубка конфедерацій 1997 року в Саудівській Аравії, чемпіонату світу 1998 року у Франції, розіграшу Кубка конфедерацій 1999 року в Мексиці, чемпіонату світу 2002 року в Японії та Південній Кореї, чемпіонату світу 2006 року в Німеччині.

## Титули і досягнення
- Володар Кубка наслідного принца Саудівської Аравії (4):

«Аль-Аглі»: 1997-98, 2001-02, 2006-07
«Ан-Наср»: 2013-14
- Володар Кубка Саудівської Федерації (3):

«Аль-Аглі»: 2001, 2002, 2007
- Володар Кубка арабських чемпіонів (1):

«Аль-Аглі»: 2002-03
- Володар Клубного кубка чемпіонів Перської затоки (2):

«Аль-Аглі»: 2002, 2008
- Чемпіон Саудівської Аравії (2):

«Ан-Наср»: 2013-14, 2014-15
Збірні
- Володар Кубка Азії: 1996
- Переможець Кубка арабських націй: 1998